# Франц фон Шмік
Франц фон Шмюк (нім. Franz von Schmück;  5 жовтня 1797 Плзень; † 29 травня 1862 Брно) — барон, чиновник високого рангу в Австрійській імперії, крайовий президент Герцогства Буковина (1891–1892), почесний громадянин міст Літомержиці та Чернівці.
6 березня 1853 року за цісарським розпорядженням Буковина отримала першого крайового президента — Франца фон Шміка (правда, до 23 травня 1854 року він виконував свої функції тимчасово).
Діяльність Франца фон Шміка на Буковині була означена пошуком мирного співіснування багатьох релігій та національностей краю. Сприяв створенню державної бібліотеки в Чернівцях та допомагав музеям. Приділяв увагу благодійним організаціям, допоміг відкрити клуб імператриці Єлизавети та Франца Йосипа. Він також відповідав за розвиток освіти в краю, відкрив деякі навчальні заклади, у його перебування на посаді було також відкрито першу єврейсько-німецьку початкову школу. На початку 1857 президент краю звернувся до ради єврейської громади з пропозицією побудови Темльінституту-храму, після чого банкір Маркус Цуккер відразу ж почав збирати пожертвування. Однак будівництво досі не реалізовано. Згідно з планами польського архітектора Джуліана Захаревича повинна була побудована бути ще синагога в 1873 році по 1877 рік. Його звільненили 27 листопада 1857. Місто Чернівці назвали його почесним громадянином, а Асоціація регіональних досліджень та регіональної культури на Буковині почесним членом, також в 1861 році його робота була відзначена парламентом Буковини.
Після роботи на Буковині Франца фон Шміка було призначено президентом моравсько-сілезького вищого земельного суду.